# NXT: New Year's Evil (2024)
NXT: New Year's Evil (2024) foi o quarto especial anual de televisão de luta profissional NXT: New Year's Evil produzido pela WWE, e o quinto New Year's Evil no geral. Foi realizado principalmente para lutadores da divisão da marca NXT da promoção. O evento aconteceu em 2 de janeiro de 2024, no WWE Performance Center em Orlando, Flórida, e foi ao ar ao vivo como um episódio especial da série semanal de televisão da WWE, NXT, na USA Network. A transmissão fazia parte da programação de uma semana de programas temáticos de Ano Novo da WWE, chamada New Year's Knockout Week. Este episódio também marcou o retorno do NXT à transmissão ao vivo na WWE Network no Reino Unido, depois de ter sido transmitido anteriormente na TNT Sports desde janeiro de 2020.

## Produção

### Introdução
New Year's Evil é um especial de wrestling profissional para televisão atualmente produzido pela WWE e realizado na época do Ano Novo. Foi originalmente transmitido como um episódio especial do Monday Nitro da World Championship Wrestling (WCW) em 27 de dezembro de 1999; A WWE adquiriu a WCW em 2001.